# Pagà de Mallorca
Pagà de Mallorca, nascut, possiblement a Mallorca, abans de 1314 i morí a la batalla de Llucmajor (Mallorca), el 1349.
Fou un fill natural de l'infant Ferran de Mallorca i germà natural del rei Jaume III de Mallorca.
Pagà de Mallorca era un del nobles més propers al rei Jaume III. El 1343 era cap de les tropes que guardaven la marina d'Andratx en la guerra de Jaume III de Mallorca contra Pere el Cerimoniós. El 1344 rendí el castell de la Roca, del qual n'era capità, a La Roca de l'Albera a 12 km de Cotlliure, al Rosselló, però fou fet presoner i bescanviat per Pere de Santmartí, presoner del rei Jaume III a Perpinyà.
L'onze d'octubre de 1349 desembarcà a Mallorca amb Jaume III per intentar recuperar el regne de Mallorca en mans de Pere el Cerimoniós. El 25 d'octubre morí a la batalla de Llucmajor juntament amb el seu germà en mans de les tropes de Gilabert de Centelles, governador del rei Pere el Cerimoniós d'Aragó. Fou enterrat inicialment a l'antiga església parroquial de Llucmajor a prop del seu germà el rei i el 1368 les seves restes foren traslladades a la sagristia de la Seu de Mallorca. Actualment les seves restes descansen a la vella capella de Sant Pere, actual Capella del Santíssim de la Seu de Mallorca, al devora de D. Pere de Borgonya, Infant de Portugal, més conegut com a Pere I d'Urgell.